# Niccolò da Reggio
Nicola Deoprepio, mieux connu sous le nom de Niccolò da Reggio, ou en français Nicolas de Reggio (1280 – 1350) est un médecin helléniste  italien du XIVe siècle, issu de la célèbre école de médecine de Salerne. Contemporain du moine Barlaam le Calabrais et de Léonce Pilate, Niccolò da Reggio a contribué à la renaissance des études helléniques en Italie.

## Biographie
Né à Reggio de Calabre en 1280, il est établi qu'il fut maître de médecine à Salerne en 1308, selon les recherches de l'historien Origlia.
Le roi Charles II d'Anjou, de la Maison capétienne d'Anjou-Sicile, l'appelle alors à Naples, dans le but de traduire des textes médicaux grecs. Il est déjà surnommé « Niccolo Greco da Reggio ». Il reste sans interruption attaché à la cour de Naples. En 1309, sous Robert d'Anjou, il reçoit, selon Salvatore De Renzi (it), un important salaire annuel de trois onces d'or, somme considérable pour l'époque, pour son enseignement et ses traductions médicales.
En 1317, il est médecin personnel de Philippe (frère de Robert d'Anjou) et prince de Tarente. En 1322, il accompagne le roi Robert à la Papauté d' Avignon, où il présente ses traductions en latin. De retour à Naples, il traduit des livres envoyés par l'empereur de Constantinople Andronic III à la demande du Roi de Naples. Il s'agit de textes de Galien jamais encore traduits en latin.
Selon P. Theil, Nicolas de Reggio meurt en 1350.

## Œuvres
La renommée de ce médecin est liée à ses fameuses traductions du grec en latin de textes d'Hippocrate, de Galien, et de Nicolas le Myrepse (compilateur byzantin du XIIIe siècle).
Nicolas de Reggio ignore volontairement les traductions à partir des versions arabes des anciens auteurs grecs. En effet, les auteurs arabes inséraient dans le texte original grec leurs propres commentaires et observations. Les traductions de Nicolas de Reggio, elles, se veulent « mot à mot, sans ajout, sans retrait, et sans permutation » (de verbo ad verbum, nihil addens, minuens vel permutans).
Ces traductions inaugurent la querelle européenne entre médecins hellénistes et arabistes, qui durera jusqu'au XVIe siècle, où les médecins hellénistes (Humanisme de la Renaissance) réussiront à imposer leurs idées, c'est-à-dire le refoulement de l'héritage arabe.